# Reci
Reci is een Roemeense gemeente in het district Covasna.
Reci telt 2239 inwoners.